# Divovska lignja
Divovska lignja (Architeuthis dux) rod mekušaca i jedina vrsta u rodu Architeuthis. Ove lignje su sve do polovice 19. stoljeća prije spadale u knjige s bajkama, nego u zoologiju. Iako se već stoljećima izvještavalo o susretima s divovskim lignjama, to se u glavnom s porugom pripisivalo "mornarskim pričama" i smatralo legendama. Čak i nalazi nasukanih lignji dužih od 10 metara nisu uzimani ozbiljno. Danas se zna, da te životinje doista postoje. Prvi znanstveni dokaz je bio "kljun" jedne životinje, koja se 1854. nasukala kod Jütlanda ( Danska ), i dospio u ruke prirodoslovca Japetus Steenstrupa. On je istražio "kljun" i prvi opisao divovsku lignju.

## Opis
Divovske lignje su glavonošci s deset krakova raspoređenih oko usnog otvora. Dva od tih krakova preoblikovala su se u hvataljke a imaju i osjetilo dodira. Iz tog razloga svrstani su u desetokrake lignje, ali im je točno mjesto unutar sistema glavonožaca još nejasno.
Danas je jasno, da divovske lignje žive u svim oceanima na Zemlji. Posebno često ih se izlovljava uz obale Norveške, Velike Britanije, kod Japana, oko Australije kao i Južne Afrike. Vjerojatno žive na dubinama većim od 300 metara i rijetko dolaze bliže površini.Tek od kad se riba izlovljava s dubina većih od 200 metara poznati su češći ulovi ovih životinja.
Životinje su prosječno dugačke između 6 i 12 metara, ali mogu biti dugačke i do 15 metara, a rijetko i više od 17 metara. Pretpostavlja se da kao svi glavonošci brzo raste i da već s tri godine dosegne težinu od 500 kila. Na obale sjeveroistočne Kanade je 1933 naplavljena jedna mrtva životinja dužine 21,95 m. Na temelju čeljusti ili, kako ga češće zovu "kljuna" i očiju jedne lignje nađene u želucu ulješure  može se zaključiti da na još većim dubinama žive i veći primjerci. Oko je imalo promjer od 40 cm, pa se polazeći od toga zaključilo da su mogući i primjerci od oko 30 metara.